# Elektrownia w Teruel
Elektrownia w Teruel – elektrownia węglowa opalana węglem brunatnym położona w Hiszpanii w prowincji Teruel w Aragonii.
Węgiel brunatny z odkrywkowej kopalni zawiera 7% siarki. Elektrownia zawiera trzy bloki energetyczne, każdy o mocy 350 MW. W 1992 roku elektrownia została wyposażona w elektrofiltry, które obecnie odfiltrowują około 90% dwutlenku siarki.